# 14698 Scottyoung
14698 Scottyoung este un asteroid din centura principală de asteroizi.

## Descriere
14698 Scottyoung este un asteroid din centura principală de asteroizi. A fost descoperit pe 3 ianuarie 2000 la Kitt Peak National Observatory în cadrul proiectului Spacewatch. Asteroidul prezintă o orbită caracterizată de o semiaxă mare de 2,42 ua, o excentricitate de 0,15 și o înclinație de 1,1° în raport cu ecliptica.